# Caspar David Friedrich
Caspar David Friedrich (Greifswald, 5 de septiembre de 1774-Dresde, 7 de mayo de 1840) fue un pintor paisajista del romanticismo alemán del siglo xix. A menudo se le ha reconocido como el artista alemán más sobresaliente de su generación. En las escenas alegóricas de su periodo medio, muestra figuras contemplativas contrapuestas a cielos nocturnos, nieblas matinales, viejos árboles o ruinas góticas. La presencia humana apenas desempeña un papel marginal en contraposición a paisajes imponentes. A través de sus obras, Friedrich se aleja del clasicismo e intenta dar una respuesta subjetiva, simbólica y emocional al mundo natural.
Friedrich maduró en una época en la que crecía la desilusión en toda la clase media europea, dando lugar a una nueva apreciación de la espiritualidad. Este cambio en los ideales se expresa a menudo a través de una revaluación de la naturaleza, en artistas como Friedrich, Joseph Mallord William Turner y John Constable, que trataron de representar la naturaleza como una «creación divina, que debe ajustarse contra el artificio de la civilización humana».
Los trabajos que Friedrich realizó le trajeron renombre muy temprano en su carrera, y contemporáneos suyos como el escultor francés David d'Angers lo describían como el hombre que había descubierto «la tragedia del paisaje».[cita requerida] Sin embargo, su obra cayó en desgracia durante sus últimos años y él murió en la oscuridad; en palabras del historiador del arte Philip Miller, «medio loco».[cita requerida]
Mientras Alemania migraba hacia la modernización a finales del siglo xix, un nuevo sentido de urgencia caracterizó el arte, y las descripciones contemplativas y de quietud de Friedrich llegaron a ser vistas como el producto de una época pasada. El siglo xx trajo consigo una renovada apreciación de su obra, a partir de 1906 con una exposición de treinta y dos de sus pinturas en Berlín. Para la década de 1920 sus pinturas habían sido descubiertas por los expresionistas. En la década de 1930 y principios de 1940 los surrealistas y existencialistas tomaron con frecuencia ideas prestadas de su trabajo. El ascenso del nazismo en 1930 contribuyó al resurgimiento de la popularidad de Friedrich, pero este decayó junto con el régimen debido a la errónea asociación de su nacionalismo con esta ideología. Hasta finales de 1970 Friedrich no recuperó su reputación como icono del Romanticismo alemán y pintor de renombre mundial.

## Biografía

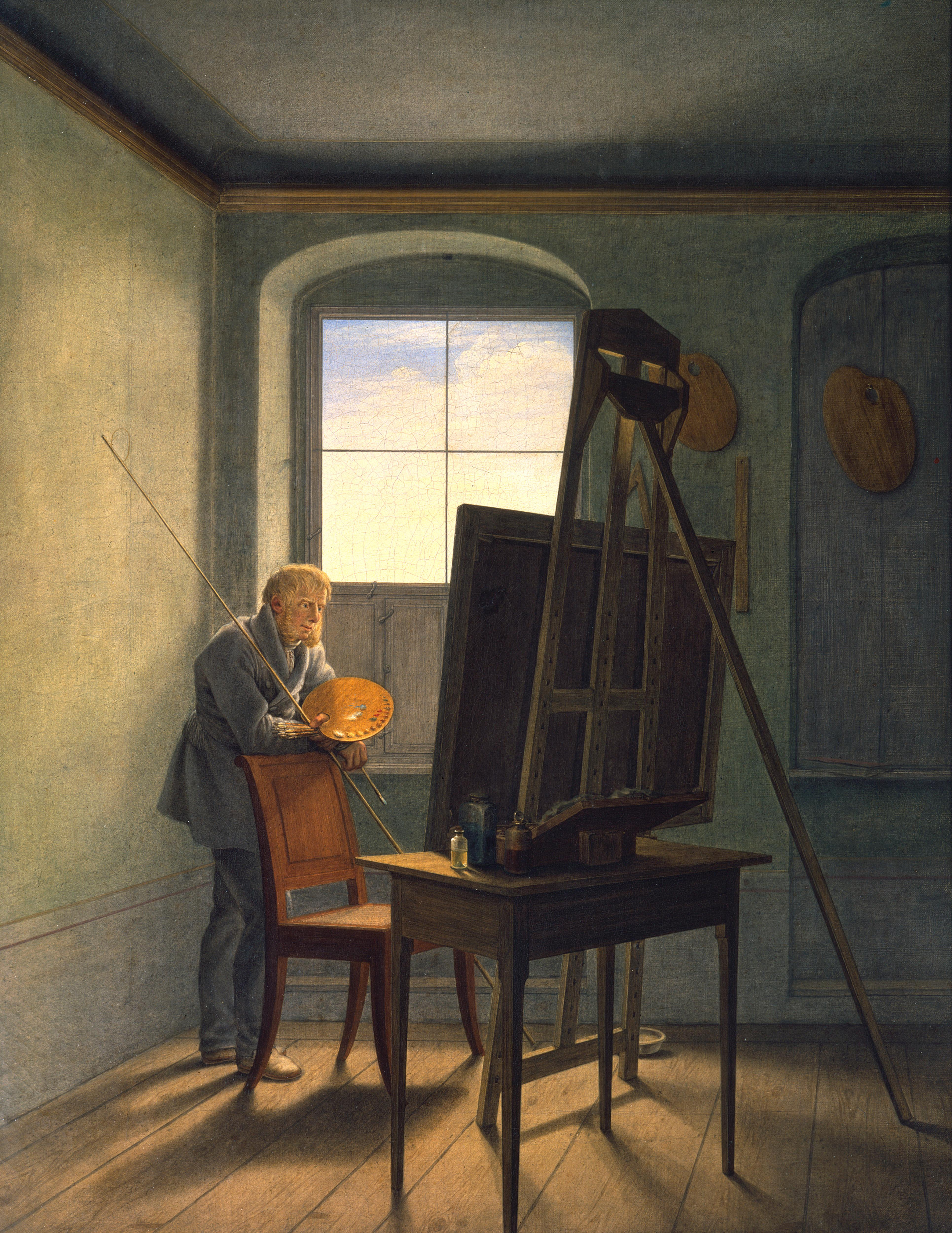
Caspar David Friedrich en su estudio (1819), de Georg Friedrich Kersting, Alte Nationalgalerie, Berlín.

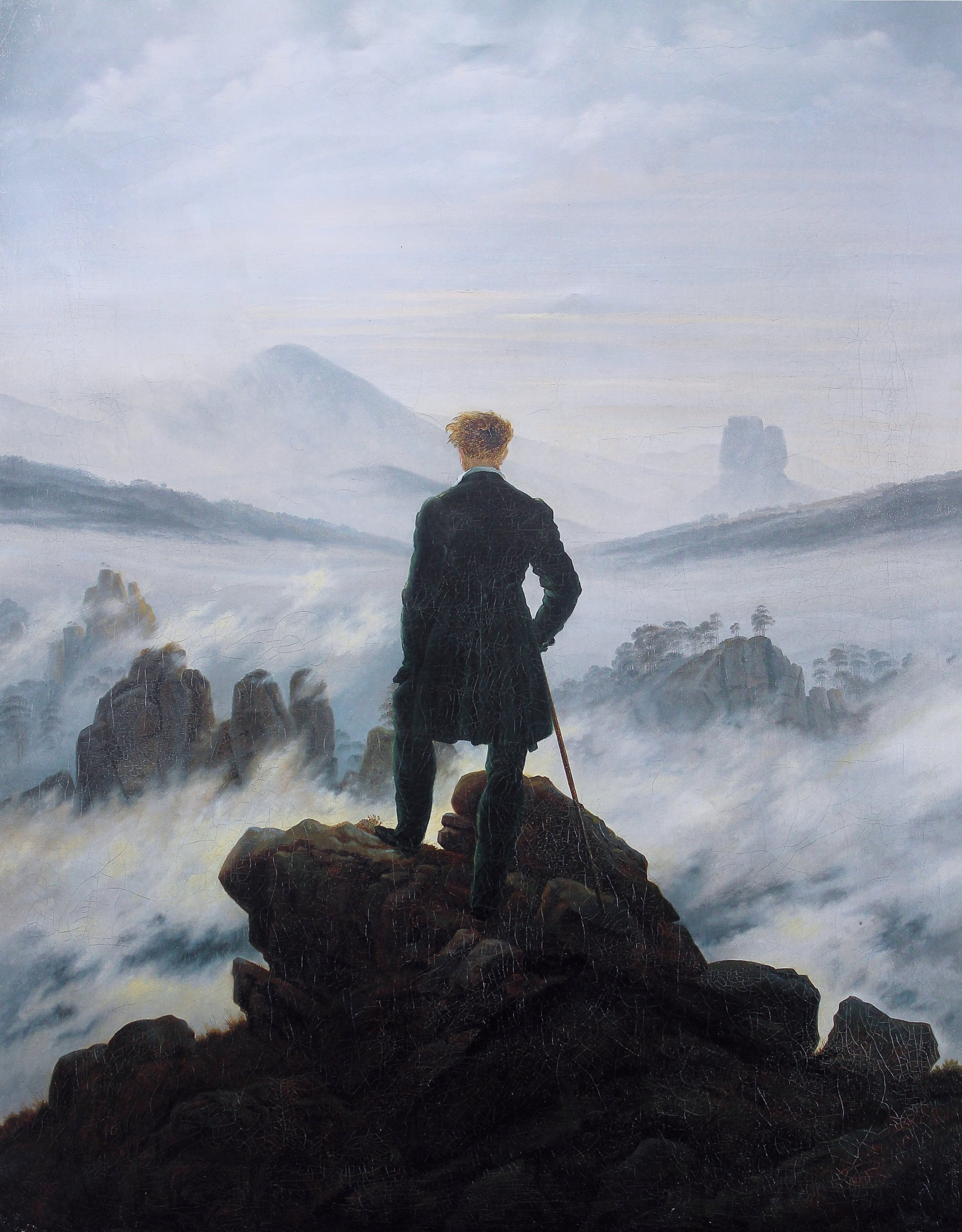
El caminante sobre el mar de nubes (1817-1818).

Caspar David Friedrich era el sexto de los nueve hijos de Adolf Gottlieb Friedrich, un fabricante de velas y jabones de Greifswald, y su esposa Sophie Dorothea Friedrich, de soltera Bechly. Greifswald pertenecía -como toda la Nueva Pomerania Anterior y desde la guerra de los Treinta Años (1618-1648)- a la Corona sueca. Ambos progenitores procedían de la ciudad de Nuevo Brandeburgo, en el actual estado alemán de Mecklemburgo-Pomerania Occidental, que Friedrich visitó en varias ocasiones.
Fue educado según la confesión protestante de su familia. Varios fallecimientos ocurridos en su familia a lo largo de su infancia le indujeron a que se ocupase intensamente en el tema de la muerte. Así, en 1781, cuando tan solo tenía siete años, muere su madre; al año siguiente falleció su hermana Elisabeth de viruela; en 1787 su hermano Johann Christoffer, ahogado al intentar salvar al propio Caspar que se había hundido en el hielo, lo que le conmovió tanto por su corta edad, trece años, como por creerse culpable de tal suceso; y, finalmente, su hermana María en 1791 por tifus.
Hacia 1790, cuando tenía dieciséis años, y quizá ya en 1788, recibió clases de Johann Gottfried Quistrop, profesor de Dibujo de la Universidad de Greifswald, quien probablemente le transfirió su entusiasmo por el paisaje de su tierra natal. Entre 1794 y 1798 estudió en la Real Academia de Bellas Artes de Dinamarca, fundada en 1754 según el modelo francés y considerada por entonces una de las Academias más modernas. Allí fue alumno de Nicolai Abildgaard y, sobre todo, de August Lorentzen y Jens Juel, uno de los pintores daneses más importantes del siglo xviii. Pintó vaciados de yeso de esculturas clásicas, formándose más como dibujante que como pintor.
En 1798 regresó a Greifswald, renovando su amistad con el poeta y patriota «demagogo» Ernst Moritz Arndt, y en el otoño del mismo año se trasladó a Dresde, el centro del movimiento romántico alemán, donde acabó de formarse.
En Dresde vivió como pintor y mantuvo su residencia hasta su muerte. Frecuentó sobre todo al pintor y diseñador Philipp Otto Runge, formado como él en la Academia de Copenhague, y a los escritores y poetas Ludwig Tieck y Novalis, con quienes creó el centro literario-artístico del romanticismo alemán. Fue Friedrich un pintor-filósofo, que contaba entre sus amistades no solo con pintores (Runge, Dahl, Kersting, Kügelgen, Ferdinand Hartmann y Louise Seidler), sino también con escultores (Christian Gottlieb Kühn), poetas (Tieck, Heinrich von Kleist), el filósofo y naturalista Gotthilf Heinrich Schubert.
En 1799 expuso por primera vez su obra, dibujos de paisajes, en la Academia de Bellas Artes de Dresde.

### Formación (1801-1814)
Se cree que el intento de suicidio del que hablan sus contemporáneos se produjo en torno a 1801–1802. Pasó los meses primaverales de 1801 en Nuevo Brandeburgo y Greifswald, y en el verano marchó a la isla de Rügen; regresó a la zona en mayo de 1802. En estos viajes fue reuniendo toda una colección de esbozos, con paisajes e imágenes sobre los que volvería más tarde una y otra vez. Friedrich conoció al artista Runge en Greifswald en 1801-1802; en los años siguientes siguieron relacionándose por carta, viéndose en persona de manera ocasional, pero sin que pueda llegar a hablarse de una amistad íntima.
Su primer éxito data de 1805, cuando obtuvo un premio compartido en un concurso artístico organizado por Goethe en Weimar, gracias a dos paisajes dibujados en tinta sepia.

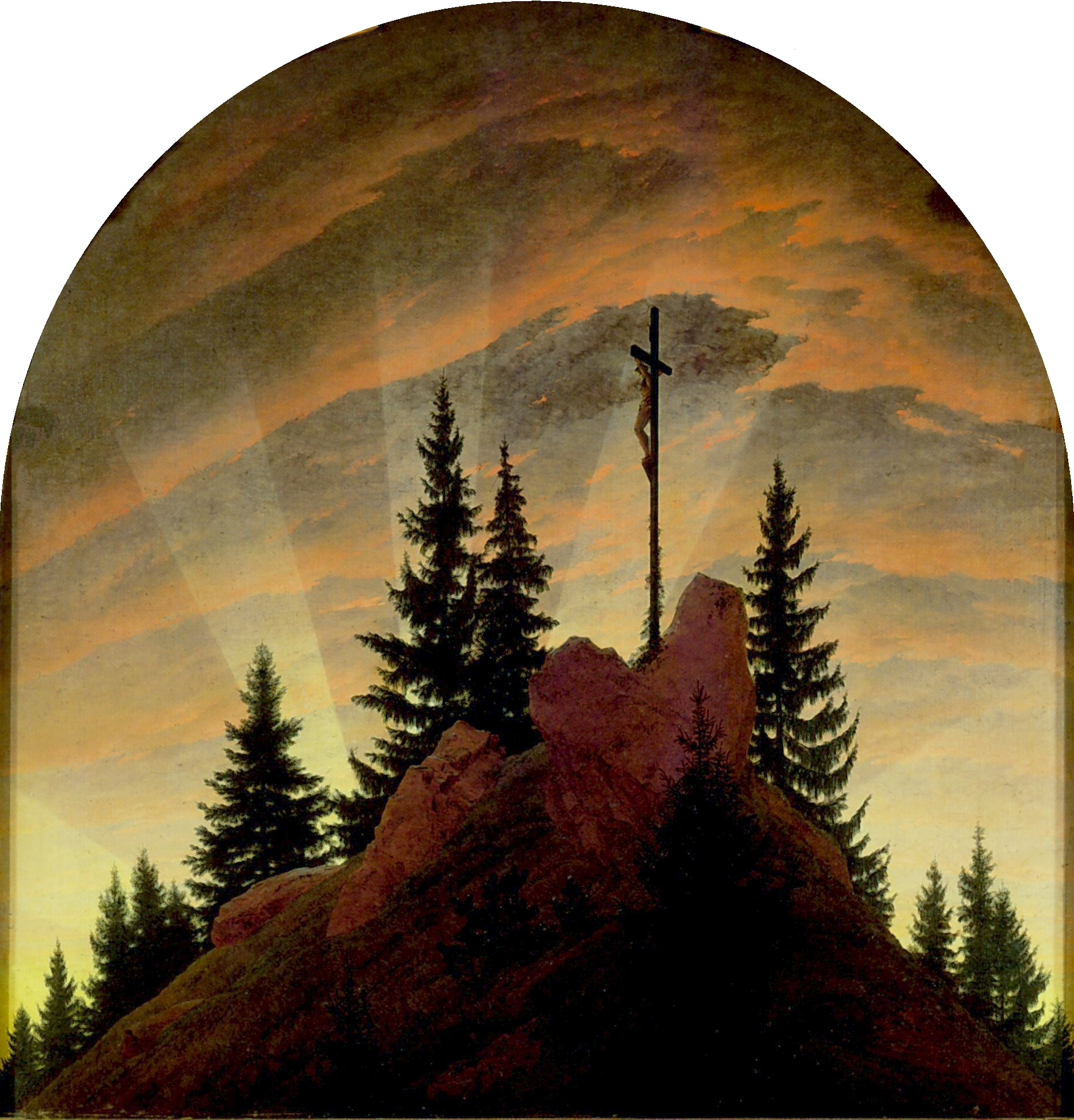
Caspar David Friedrich: Retablo Tetscher, Escena: «Das Kreuz im Gebirge», óleo sobre lienzo, 115 cm × 110,5 cm, 1807–1808, Gemäldegalerie de Dresde.

El año 1806 empezó con un viaje a Greifswald y una marcha por la isla de Rügen. Es el año en el que Napoleón ocupó la mayoría de los territorios alemanes.
En estos años de las guerras napoleónicas (1803-1815) se acentúa su postura política antifrancesa. Sus convicciones políticas defendían la libertad de opinión y una mayor participación de la clase media en las decisiones políticas. Las batallas de Jena y de Auerstädt, ambas en octubre de 1806, significaron el derrumbamiento de la vieja Prusia y Sajonia, permitiendo que Napoleón Bonaparte y sus tropas entrasen triunfalmente en Berlín. Se creó entonces la asociación de Estados alemanes aliados de Napoleón llamada Confederación del Rin (1806-1813).
En 1808 pintó su primera gran pintura al óleo: La cruz en las montañas. El cuadro era poco habitual y desató una fuerte polémica. No obstante, en este cuadro se basa gran parte de la fama de Friedrich y su éxito financiero, abriendo el camino a la pintura romántica en Alemania. Se trata de una de las primeras obras en las que imprime su concepción del «paisaje sublime», una nueva modalidad que será muy imitada. «Otorgó a lo familiar la dignidad de lo desconocido», dijo el poeta Heinrich von Kleist de Friedrich.[cita requerida]
En julio de 1810 Friedrich y el pintor Georg Friedrich Kersting viajan juntos a las Montañas de los Gigantes, al sur de Dresde, donde realizó numerosos esbozos y apuntes que le sirvieron para muchas obras en el futuro. En otoño del mismo año participó con sus obras Monje a la orilla del mar y Las ruinas del monasterio de Eldena en una exposición de la Academia Berlinesa, que le hizo miembro externo. Comienzan así sus años de mayor éxito.
En 1812 Napoleón emprende su campaña contra Rusia, en la que el ejército francés es acompañado por una tropa auxiliar sajona de 23.000 soldados. A la primavera siguiente, regresaron, derrotados y huyendo. Dresde y sus alrededores se convirtieron de nuevo en un escenario de guerra. 1813 es el año de la guerra de liberación alemana contra Napoleón, que culmina con la Batalla de las Naciones en Leipzig (1813). Al año siguiente, 1814, Friedrich participa en una exposición que conmemoraba la liberación de Dresde, con su obra El cazador en el bosque, representando a un chasseur o coracero del ejército francés en un bosque nevado.
Friedrich frecuenta círculos de intelectuales de corte liberal-republicano, que apoyan los ideales nacionalistas. El Congreso de Viena (1814–1815) supuso una gran frustración para esta ideología, ya que significó la restauración del Antiguo Régimen bajo el liderazgo de Austria. Greifswald, ciudad natal de Friedrich, pasa, después de un breve intermedio danés, a dominio prusiano. No obstante, el pintor conservó la nacionalidad sueca el resto de su vida.

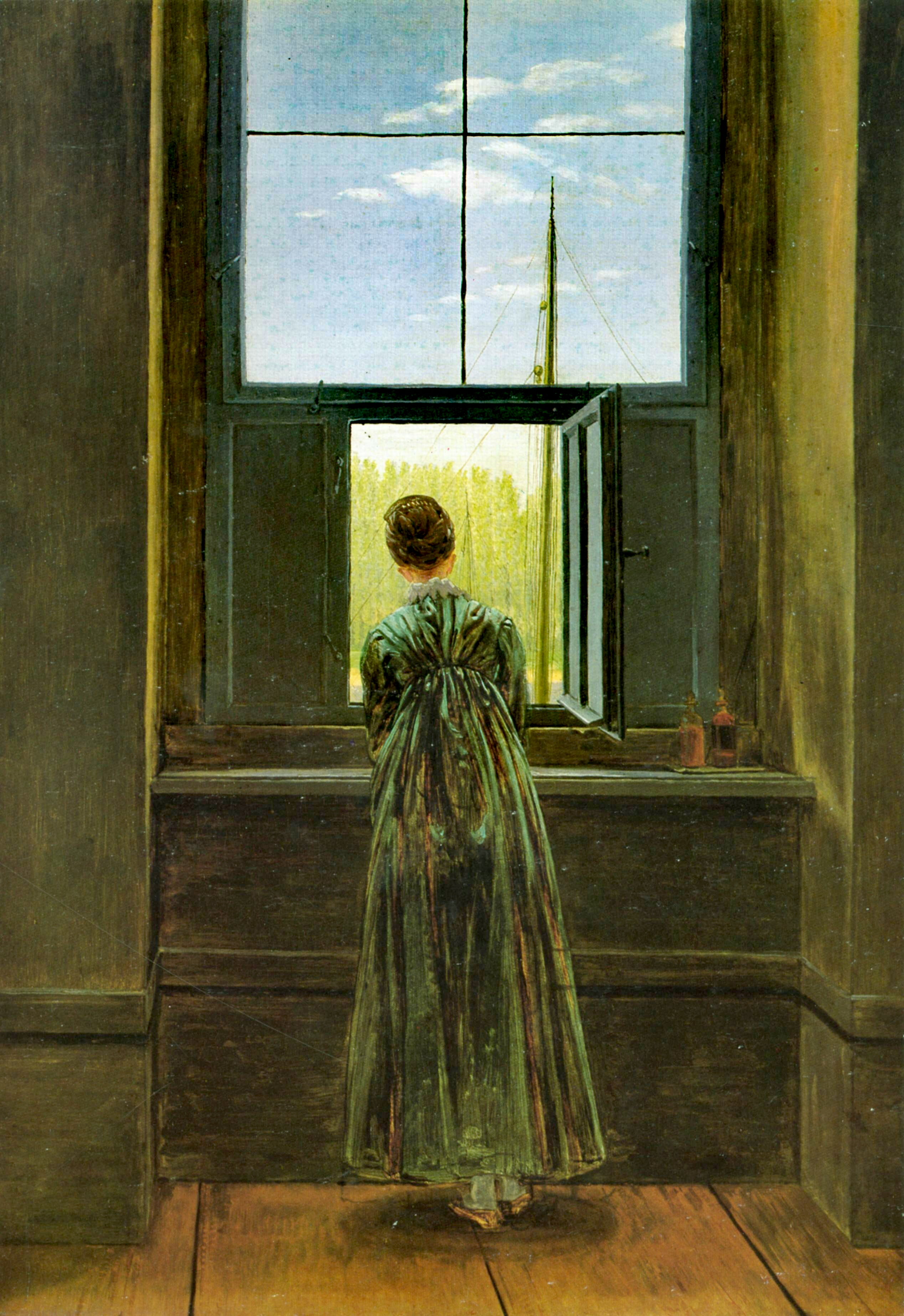
Mujer asomada a la ventana, 1822. La modelo fue su mujer, Caroline Bommer.

### Madurez (1815-1823)
Entre 1815 y 1816 Friedrich volvió a viajar por el Báltico. Este último año fue admitido en la Academia de Dresde, recibiendo un sueldo de 150 táleros.
En enero de 1818, Friedrich, con 44 años, se casó con la joven Christiane Caroline Bommer, de 25 años. Tuvieron dos hijas y un hijo: Emma en 1819, Agnes Adelheid en 1823 y Gustav Adolf en 1824. Su viaje de bodas lo llevó nuevamente hacia Greifswald y la isla de Rügen. Ello dio pie a que ese mismo año pintase cuadros como Los acantilados blancos de Rügen y El caminante sobre el mar de nubes. Su esposa posó, como personaje que se encuentra de espaldas, para su obra Mujer asomada a la ventana (1822), pintura que a ojos del espectador actual puede resultar similar a la muy posterior Muchacha en la ventana (1925) de Dalí, pintada un siglo después. A su hijo le puso el nombre de Gustav Adolf por el rey sueco Gustavo IV Adolfo. Su hijo fue igualmente pintor, pero no alcanzó el éxito que tuvo su padre.
La situación política posterior a las guerras napoleónicas no resultaba del gusto del pintor. Aunque el movimiento patriótico alcanzó su punto álgido con la fiesta de Wartburg (Wartburgfest) celebrada el 18 de octubre de 1817 en el Castillo de Wartburg, lo cierto es que este acontecimiento sirvió como justificación para medidas de represión de las fuerzas liberales, como los decretos de Karlsbad. La muerte del poeta August von Kotzebue (1819) provocó la reacción de una conferencia de ministros reunidos en Karlsbad, Bohemia, entonces parte del Imperio austríaco, a instancias del ministro de Exteriores Klemens von Metternich. Introdujeron una serie de medidas represoras en la Confederación Germánica, conocidas como decretos de Karlsbad: censura de prensa, supervisión de las universidades por informadores, persecución de los liberales considerados «demagogos» y sus reuniones (a las que llamaban «actividades demagógicas»). Todo ello afecta al pintor y no es en absoluto gratuito que una de las medidas que adoptan sean la proscripción del traje antiguo alemán, que precisamente aparece en los cuadros de Friedrich.
Su situación anímica empeora, cayendo en una larga y profunda depresión, cuando el 27 de marzo de 1820 es asesinado durante un paseo su amigo, el también pintor Gerhard von Kügelgen. El 21 de agosto se traslada con su familia a la casa «An der Elbe 33» de Dresde, situada en el límite de la ciudad, a orillas del río Elba, lo que le permite observar a las embarcaciones que pasan lentamente por delante de su casa. Allí recibió la visita, en diciembre del mismo año, del Gran Príncipe Nicolás de Rusia; este, siendo zar, le compraría más tarde numerosos cuadros a través del poeta ruso Vasili Zhukovski.
A partir de 1820 inmortaliza paisajes campestres, sin dejar por ello las representaciones marinas. Conoce al nazareno Overbeck, pero sus preferencias siguen inclinándose hacia el arte del paisaje del noruego Dahl, quien vive en Dresde desde 1818 y que, en 1823, se instala en la misma casa que Friedrich. Dahl y Friedrich celebrarán exposiciones conjuntas en 1824, 1826, 1829 y 1833.

## Obra

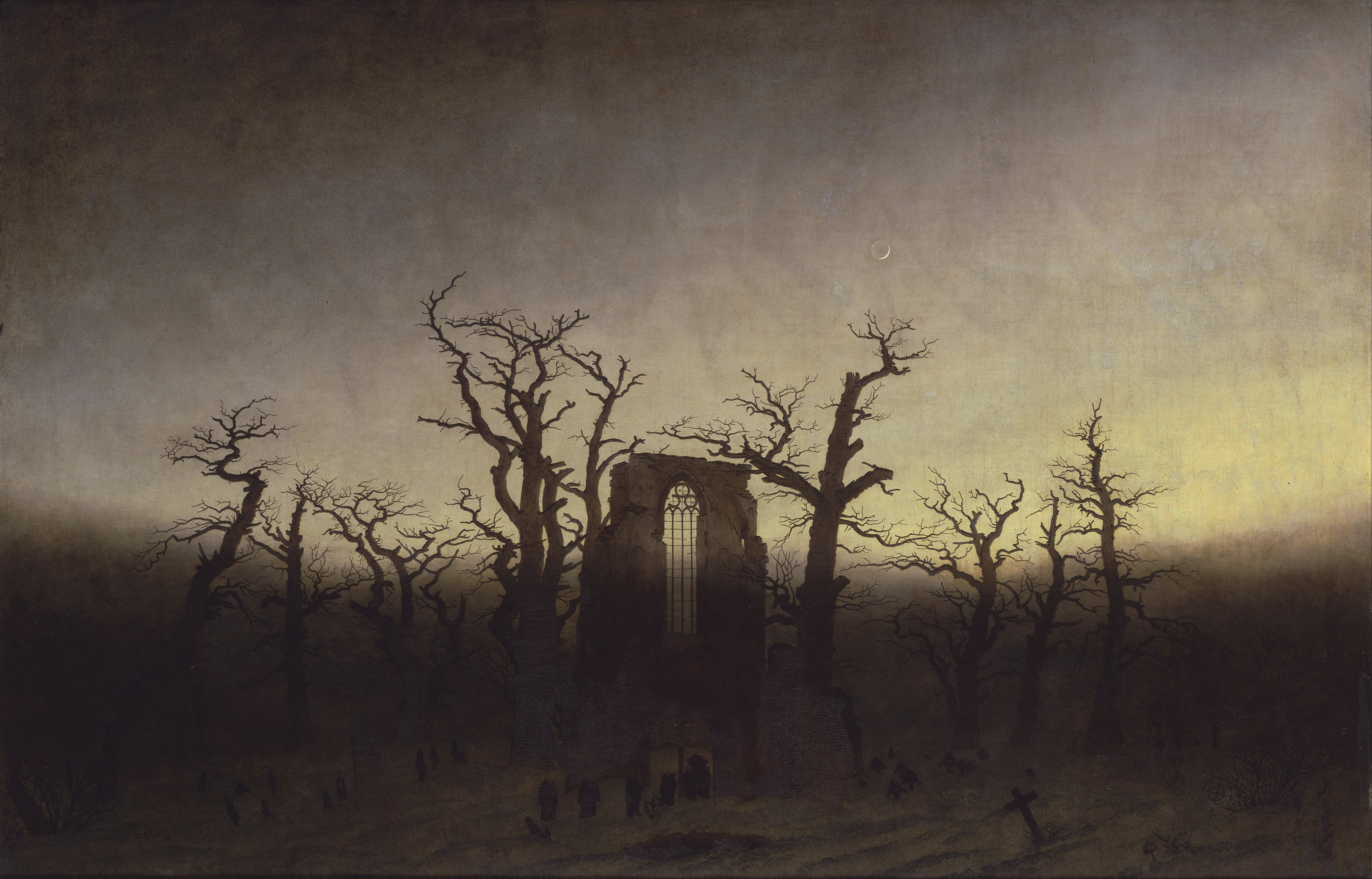
Abadía en el robledal, 1809.

Fue el pintor más destacado del romanticismo alemán junto a Philipp Otto Runge. Como es característico de la pintura romántica, Friedrich pintó sobre todo óleos sobre lienzo. En alguna ocasión utilizó el formato del retablo y empleó el oro, a la manera de los artistas medievales.
No obstante, inicialmente se dedicó a hacer dibujos a la pluma, con tinta china y acuarela. A partir de 1800 comenzó a usar preferentemente la tinta de color sepia. Aunque se le atribuye un óleo en 1798 (Barco naufragado en el Océano Glacial), lo cierto es que no generalizó esta técnica hasta más tarde, empezando a aparecer en gran número solo a partir de 1807.
Perteneció a la primera generación de artistas libres, que no pintaban por encargo, sino que creaban por sí mismos para un mercado libre de galerías.

### Paisajes
Su género preferido fue el paisaje, especialmente aquel en el que el protagonista es la montaña o el mar.
La obra de Friedrich tiene precedentes en una larga tradición de pintores alemanes que, antes de él, pintaron paisajes «cósmicos» o «sublimes», como Durero o Adam Elsheimer. Los pintores centroeuropeos tendieron a pintar inmensos paisajes con montañas altas, pendientes escarpadas, enormes cielos..., en los que el hombre se sentía perdido. Igualmente, hay rasgos en la pintura de Friedrich que ya estaban en las vistas italianas del siglo XVIII: el espectador en primer término, destacando sobre el paisaje del fondo, y el interés por paisajes solitarios y majestuosos, como el mar o las montañas.
Sin embargo, a diferencia de paisajistas anteriores, se inspiró en los paisajes reales que conoció, algunos de ellos hasta entonces prácticamente desconocidos: Nuevo Brandeburgo, Rügen, Greifswald, Bohemia, las regiones del Harz y de las Montañas de los Gigantes. Esto dotó a su obra de un realismo hasta entonces inédito. Eligió, además, algunos puntos de vista que no abundaban antes en la pintura paisajística, como las cimas de la montaña o las orillas del mar.
No obstante, en su obra es importante la composición. Aunque muchos cuadros son una imagen precisa de la realidad, son una cuidadosa composición de diferentes elementos, que Friedrich había guardado en su libro de esbozos.

Arco iris en un paisaje de montaña, h. 1809-1810.

No seguía la tendencia artística italiana ni a los maestros de la Antigüedad clásica. A su juicio, el arte debía mediar entre las dos obras de Dios, los humanos y la naturaleza. Con este punto de vista se acerca a las bellezas naturales, en cuya representación procesó tendencias y sentimientos. Sus obras no son, por lo tanto, imágenes de la naturaleza, sino de un sentimiento metafísico, inaprensible. El primer plano y el fondo, separados a menudo por un abismo, se relacionan entre sí.
El espíritu que domina la obra de Friedrich es radicalmente romántico: abundan las escenas a la luz de la luna, espacios gélidos (mar de hielo, campos helados), las noches, paisajes montañosos y agrestes. Cuando incluye elementos humanos, suelen ser de carácter sombrío, como cementerios o ruinas góticas. Una y otra vez aparecen elementos religiosos, como crucifijos o iglesias.
Pobló sus paisajes de seres humanos contemporáneos, pertenecientes en general a la burguesía. Estas figuras, a partir de 1807, suelen aparecer de espaldas al espectador, ocultando la cara, y en alguna de ellas se reconoce al propio Friedrich. Suelen estar ubicados céntricamente en el cuadro, de manera que cubren el punto de fuga. Con este recurso, el artista señala que el «sentimiento», la auténtica humanización, se encuentra en la naturaleza. Al mismo tiempo, esto permite que el espectador no se distraiga con la fisonomía de este personaje anónimo, sino que se identifique con él. Finalmente, de esta manera logra una metáfora visual de la disolución del individuo en el «todo» cósmico.
Es el pintor más significativo del paisajismo romántico alemán, comparable al inglés J. M. W. Turner. Junto a Turner y Constable, hizo de las pinturas de paisajes un género principal en el arte occidental. A este nuevo arte del paisaje también contribuyeron Camille Corot y Théodore Rousseau veinticinco años más tarde.

### Simbolismo
La renovación que Friedrich introdujo en el género del paisaje no fue solo por su realismo, sino también por su simbolismo. Pretendía reflejar el alma de las figuras humanas que suelen aparecer en el primer plano. Creó así lo que en el siglo xix se llamaban «paisajes íntimos». Su simbolismo parece haber sido directamente heredado por Arnold Böcklin.

#### Alegoría política

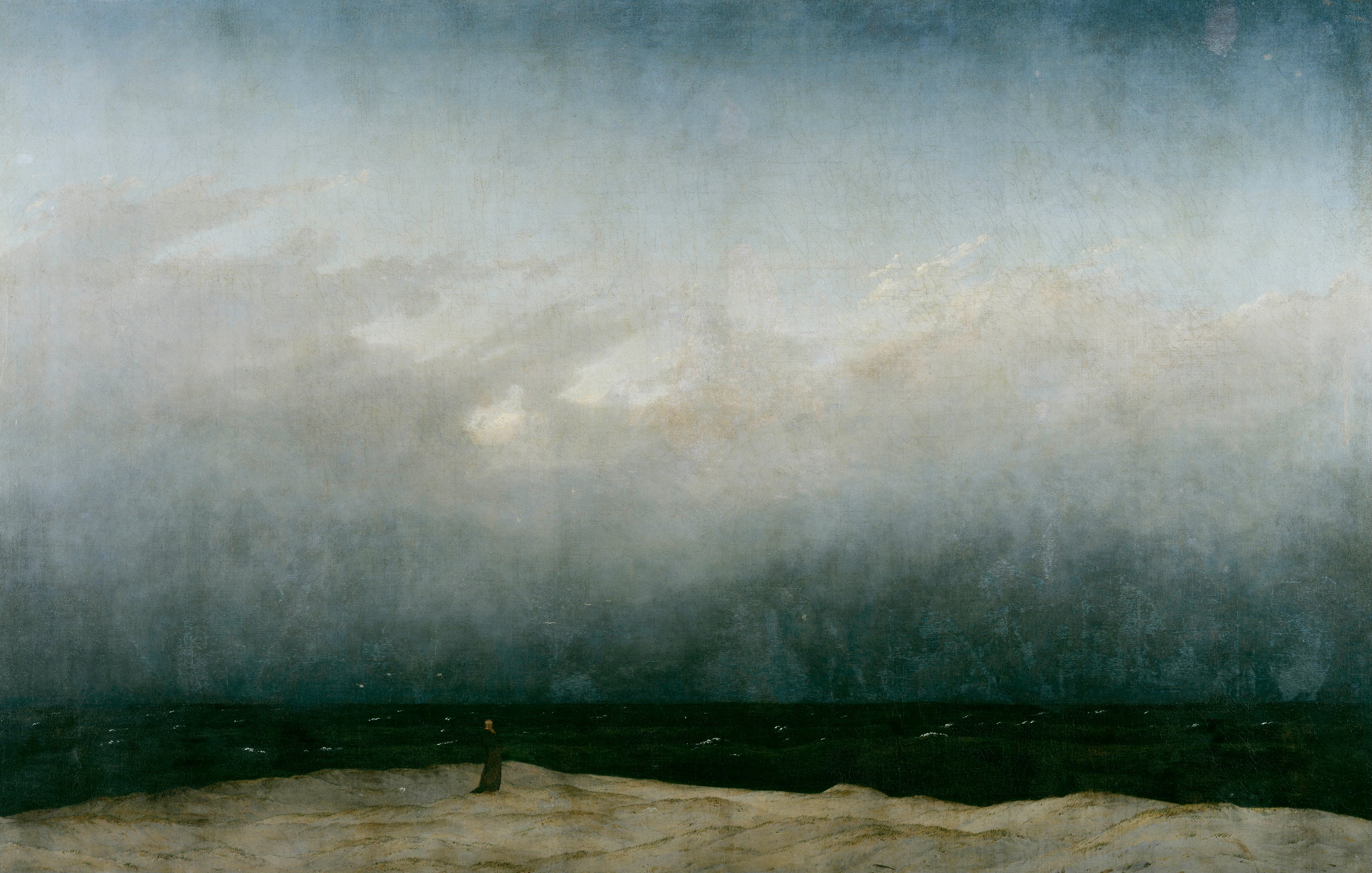
Monje a la orilla del mar.

A menudo se ven en los cuadros de Friedrich alegorías de la situación política de la época. Sobre todo en su primera época, se descubren en sus cuadros elementos simbólicos referentes a las guerras napoleónicas, lo que refleja su sentimiento patriótico antinapoleónico y el desencanto sobre la posterior Restauración. El significado antinapoleónico de sus cuadros era evidente para sus contemporáneos, quienes, además, demandaban este tipo de obras. Por ello el rey de Prusia adquirió en 1810 las dos pinturas Monje a la orilla del mar y Abadía en el robledal y, dos años más tarde, otras dos. Sin embargo, después de la victoria contra Napoleón, la tendencia patriótica chocó contra el statu quo resultante del Congreso de Viena (1814-1815), y estos temas pictóricos encontraron rechazo. Muestra de ello es que, después de la «persecución de los demagogos» intensificada tras los decretos de Karlsbad (1819), la Casa real prusiana no le volvió a comprar ninguna otra obra.
Puede citarse, a modo de ejemplo, el optimismo de la pintura En el velero (1818), frente al desencanto de El árbol solitario (1821), en el que un roble simboliza la Alemania dañada por la ocupación de los franceses. Sus cuadros posteriores adoptan tonos más oscuros, mereciendo destacar Las hermanas en una terraza en el puerto (1820). En este cuadro se combinan elementos de diversos lugares, destacando las cinco torres de la iglesia de Halle, símbolo del triunfo de la Reforma luterana frente al catolicismo que simbolizaba Alberto de Brandeburgo.
Un elemento que constantemente aparece en sus cuadros con un significado político es el antiguo traje alemán, proscrito en 1819, pues era una expresión figurativa de las convicciones patrióticas, como se expresa en el tratado Sobre las costumbres, la moda y el traje (1814) del poeta Arndt. Muchos caballeros visten en las obras de Friedrich una levita abrochada hasta arriba, un ancho cuello por encima y un bonete en la cabeza, mientras que las señoras aparecen con vestidos largos y cerrados en el cuello. Esta moda se oponía al estilo imperio, que era considerada como francesa. En este estilo dominaban los colores brillantes y claros, las mujeres llevaban escote y transparencias y los caballeros pantalones blancos ceñidos.
La naturaleza representada por Friedrich visualiza, pues, las tensiones políticas de la época. Sobre la pintura de Dos hombres observando la luna (h. 1818-1819, Galería de Pinturas de los Maestros Antiguos, Dresde), y preguntado sobre lo que estaban haciendo aquellos hombres, Friedrich comentó irónicamente: «Están llevando a cabo actividades demagógicas».[cita requerida]
Cabe mencionar, por último, que la postura personal de Friedrich sobre su propia nacionalidad, sueca, se evidencia en varias de sus obras a través de las banderas. La bandera danesa (Dannebrog) y la sueca aparecen en el cuadro Vista de un puerto (1815). Es más, en una de sus últimas obras, Las edades de la vida, de 1835, veinte años después de la incorporación de Greifswald a Prusia, aparecen los hijos de Friedrich, Agnes Adelheid y Gustav Adolf, con un banderín sueco.
El poeta sueco Daniel Amadeus Atterbom, que conoció a Friedrich, escribió en su Cuadros de viajes por la Alemania romántica (Reisebilder aus dem romantischen Deutschland, 1867) que «Friedrich es pomerano... y se considera medio sueco».[cita requerida]

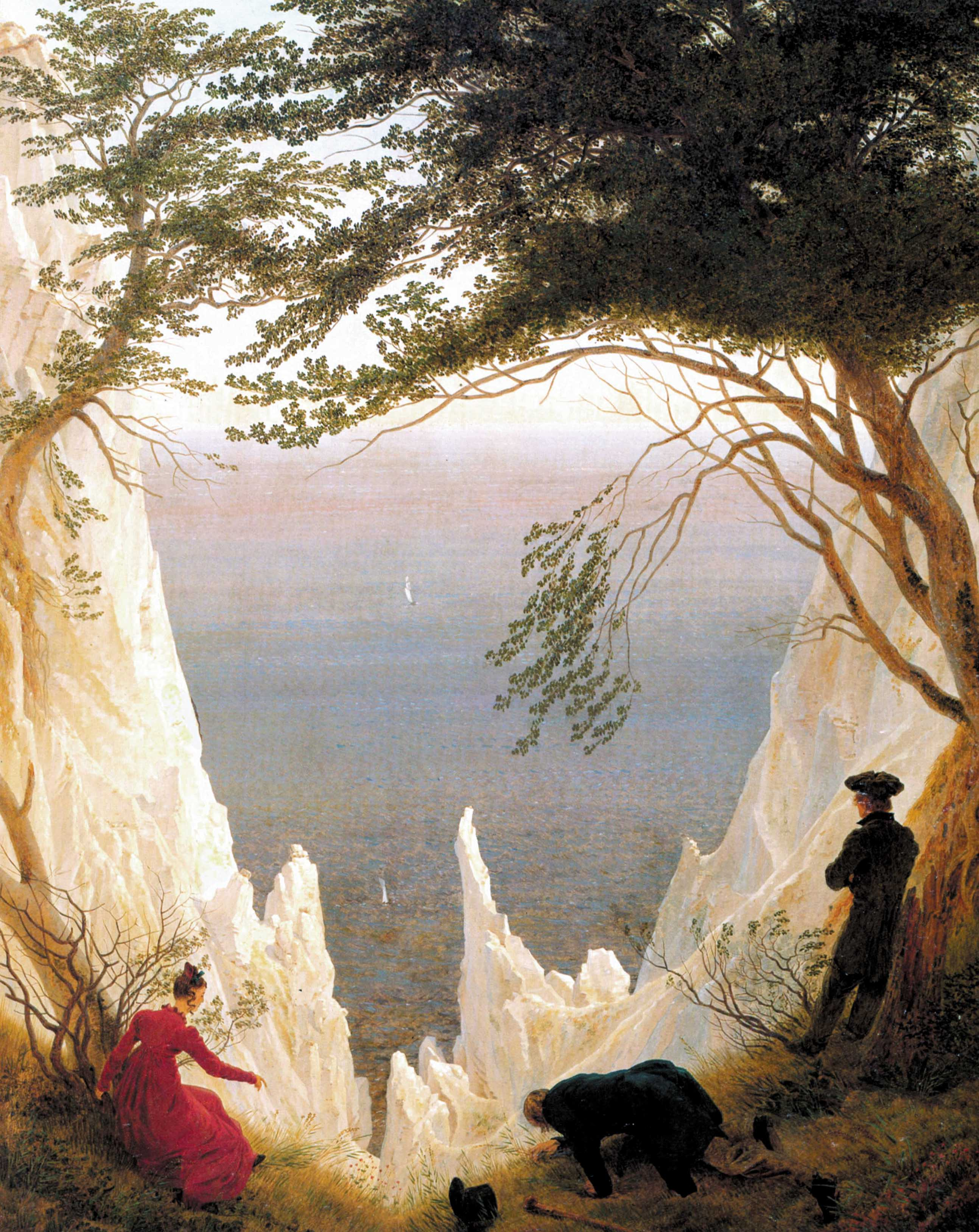
Acantilados blancos en Rügen, 1818.

#### Alegoría religiosa
A partir de los años 1812-1814 el patriotismo va siendo sustituido por el dominio del simbolismo cristiano. Friedrich era profundamente religioso y, al igual que Runge, pretendía renovar el arte alemán a través del espíritu pietista protestante. Quería generar un sentimiento de religiosidad a través de una nueva temática: el paisaje.
Cultiva una metafísica de la luz, propia del cristianismo neoplatónico. Aparece en sus paisajes la dualidad: el cuerpo y el alma, lo terrenal y lo espiritual, generalmente representados por el primer plano donde están las personas (lo humano) y los planos posteriores, en los que aparece el paisaje en toda su grandeza (lo divino).
Algunos elementos que se repiten en sus obras tienen un claro simbolismo religioso:
- El color violeta (y, en general, el contraste entre la oscuridad de la parte inferior de la pintura o primer plano, y la claridad en la parte superior representando el fondo) era, y no solo para Friedrich, el color del duelo y la melancolía. Se sospecha que la base de semejantes obras sea la condición depresiva de Friedrich.
- La experiencia de la naturaleza en el mundo germánico. Para Friedrich era un acontecimiento religioso místico muy personal.
- El camino de la vida de los humanos está representado a través de barcos que aún están en el mar, pero que se acercan al puerto, que se iguala con el logro o la muerte.
- La base sobre la que se asientan los humanos es, frecuentemente, una roca de gran tamaño. Según Friedrich representa la fe, imperturbable y firme.[cita requerida]
- La nieve aparece en numerosos cuadros de Friedrich. A diferencia de la pintura rococó, de la del siglo xvi y xvii, no es una helada temporal, sino como algo cercano a la muerte. El invierno, por preceder al renacimiento de la naturaleza, simboliza la idea cristiana de la resurrección.
- Los abetos, perennifolios y resistentes al paso del tiempo, eran entendidos en época de Friedrich como una referencia a la eternidad, siendo así un símbolo de esperanza cristiana.

### Recepción

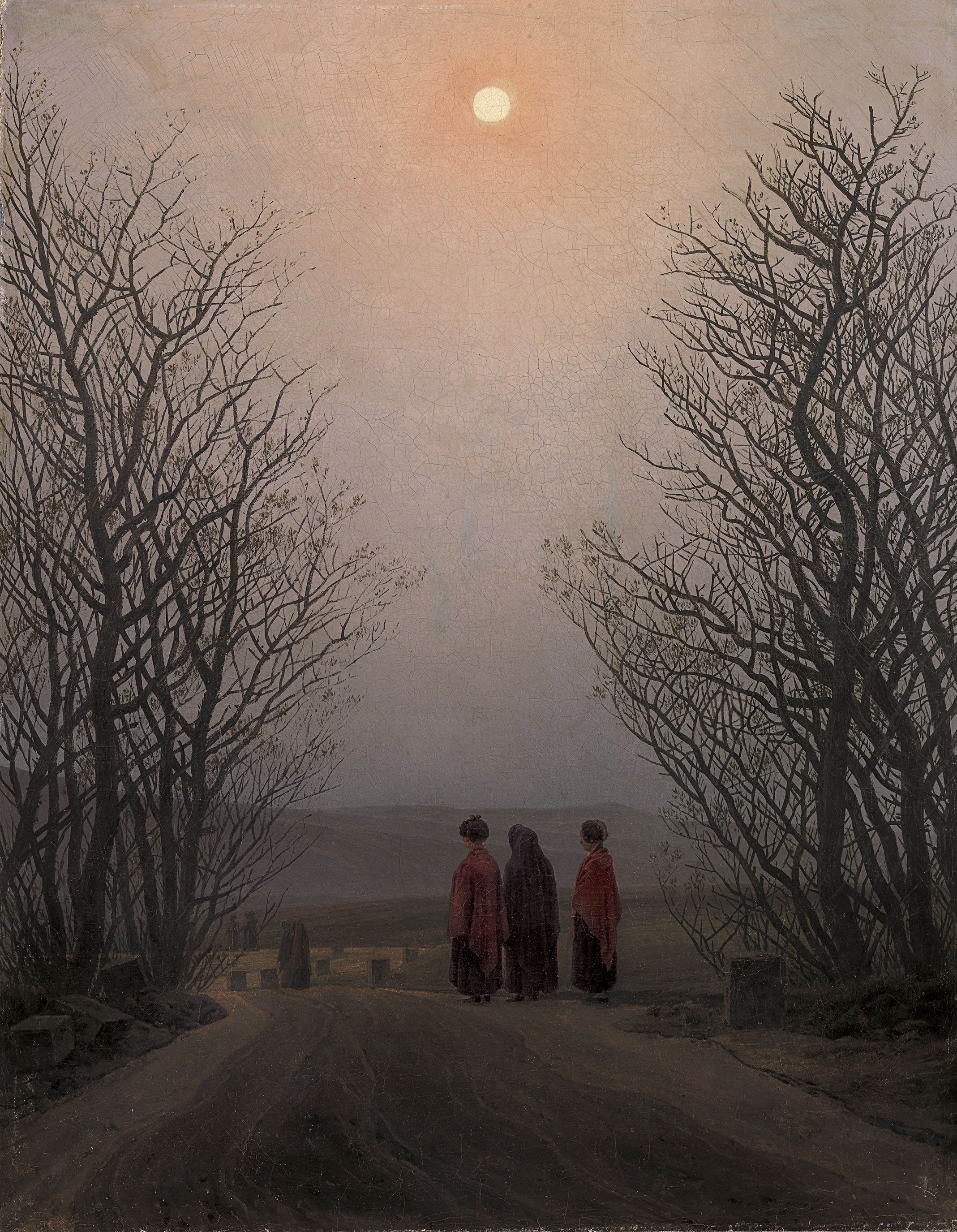
Mañana de Pascua, Museo Thyssen-Bornemisza, Madrid, c. 1828-1835.

Friedrich y el pintor contemporáneo Dahl se influyeron mutuamente, si bien Dahl no logró su maestría ni profundad.
Su obra fue, en general, muy valorada en su época. Su primera gran obra, el Retablo de Tetschen, fue objeto de duras críticas por parte del barón Ramdohr, pero, a pesar de ello, hacia 1810 puede considerarse que goza de reconocimiento generalizado. Hasta los años 1820 los críticos y las revistas de arte solían hacer recensiones muy favorables de sus cuadros.
Pero los contemporáneos fueron considerando que derivaba hacia el misticismo y, con El mar de hielo (h. 1823-1824), debido a su radicalismo compositivo y temático, ya no lo comprendió nadie, siendo un cuadro que no consiguió venderse en vida del autor.
El público general prácticamente olvidó la obra de Friedrich en la segunda mitad del siglo xix. Hacia 1860 fue redescubierto por pintores simbolistas por sus paisajes visionarios y alegóricos. El pintor suizo Arnold Böcklin (1827-1901), pionero del simbolismo, resultó muy influido por su trabajo. Se considera que Friedrich, como Ludwig Richter y Moritz von Schwind, fueron precursores del simbolismo en Alemania. Por el mismo motivo, Max Ernst y otros surrealistas lo vieron como el precursor de su movimiento.

### Otras obras
Friedrich también hizo bocetos de monumentos y esculturas para mausoleos, reflejo de su obsesión con la muerte y la vida después de esta.
Pintó también «cuadros transparentes», esto es, cuadros sobre papel transparente que se iluminaban en un salón oscuro con acompañamiento de música, reputándose así una obra de arte global. Los cuatro que realizó entre 1830 y 1835 para el príncipe heredero Alejandro de Rusia se perdieron; pero en la Gemäldegalerie de Kassel se conservan dos cuadros pintados en papel transparente por ambas caras, de manera que según cómo se iluminasen uno es una escena diurna y otra nocturna. Se considera que forman parte de la prehistoria de espectáculos modernos como el cine.[cita requerida]

## Selección de obras
Friedrich pintó unas 310 obras. Algunas desaparecieron en el incendio de 6 de julio de 1931 que destruyó el Palacio de Cristal (Glaspalast) de Múnich; otras lo hicieron en el bombardeo de Dresde en la Segunda Guerra Mundial. Las más características y conocidas son las siguientes:

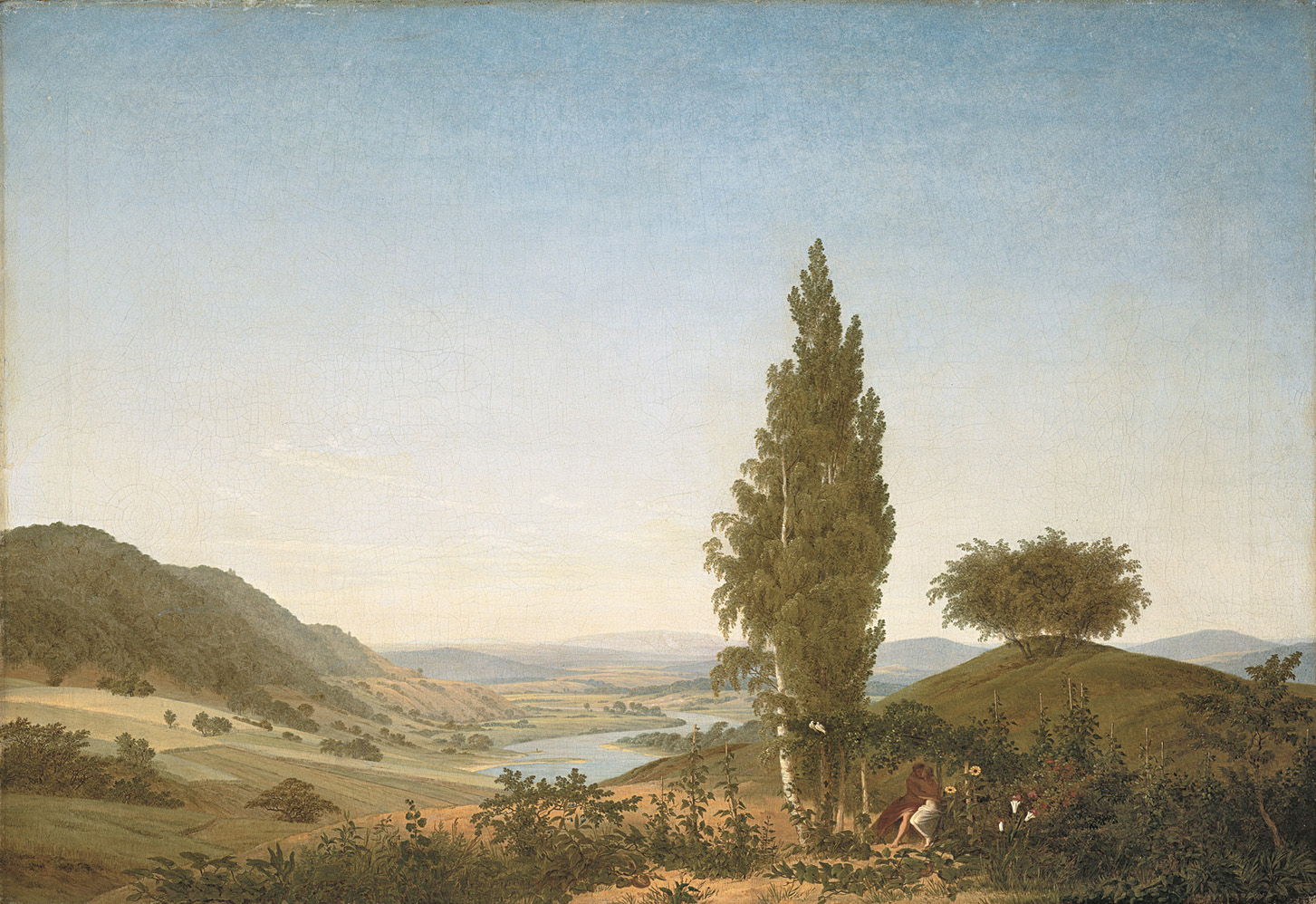
El verano (Der Sommer), 1807, 71,4 cm × 103,6 cm, óleo sobre lienzo, Múnich, Neue Pinakothek
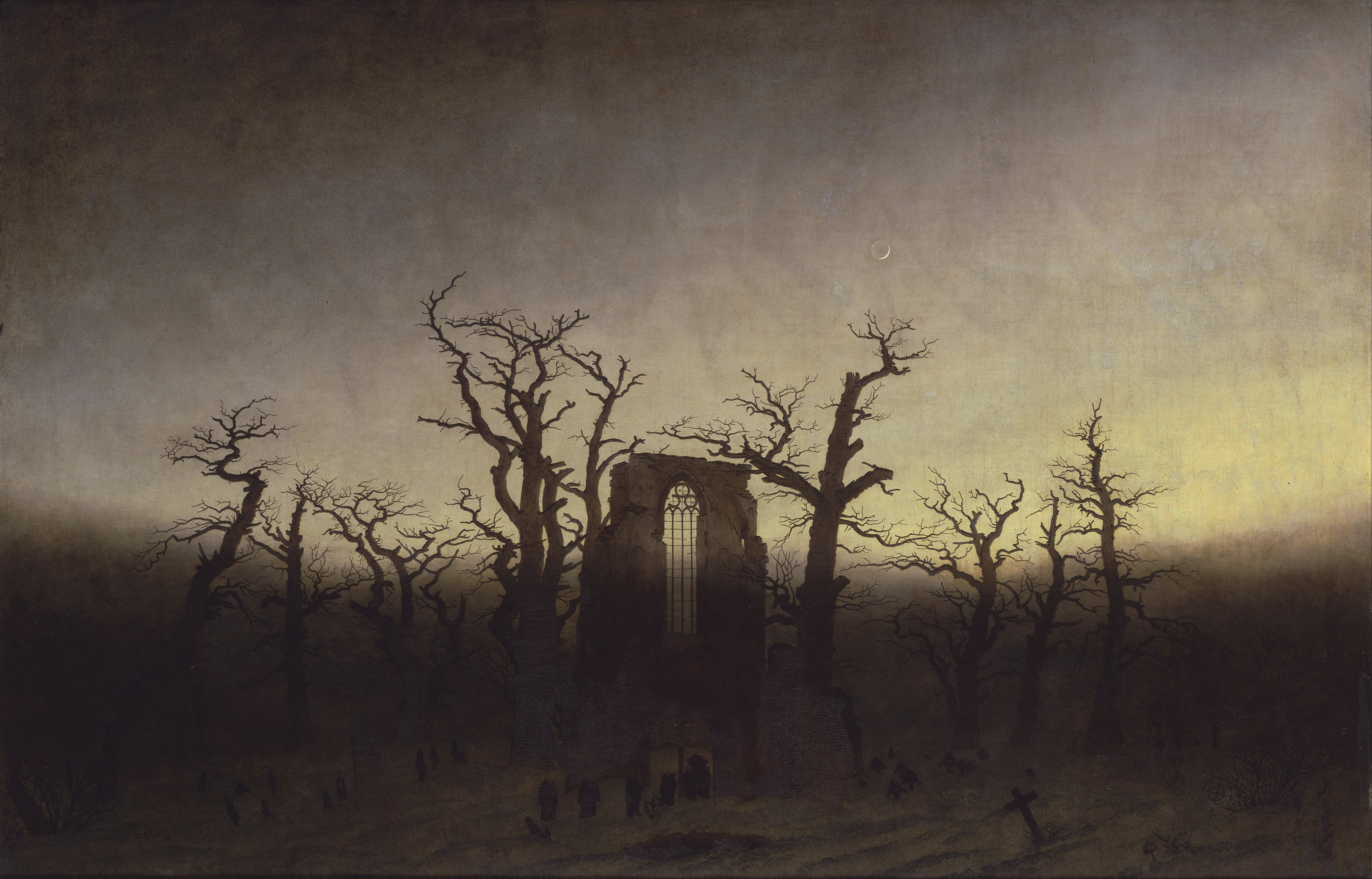
La abadía en el robledal (Abtei im Eichwald ), 1809–1810, 110,4 x 171 cm, óleo sobre lienzo, Berlín, Palacio de Charlottenburg
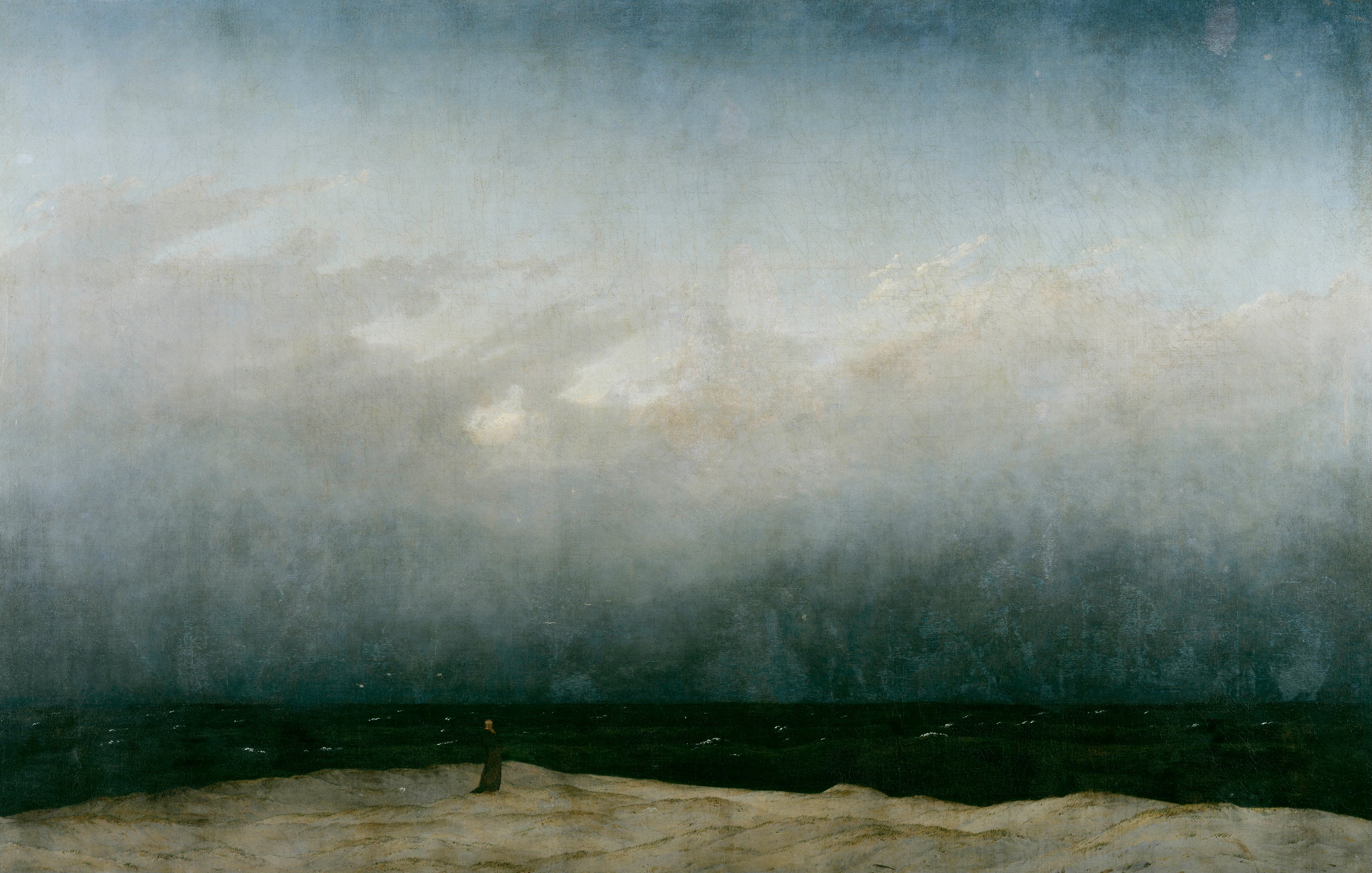
Monje a la orilla del mar (Der Mönch am Meer), 1808–1810, 110 x 171,5 cm, óleo sobre lienzo, Berlín, Palacio de Charlottenburg
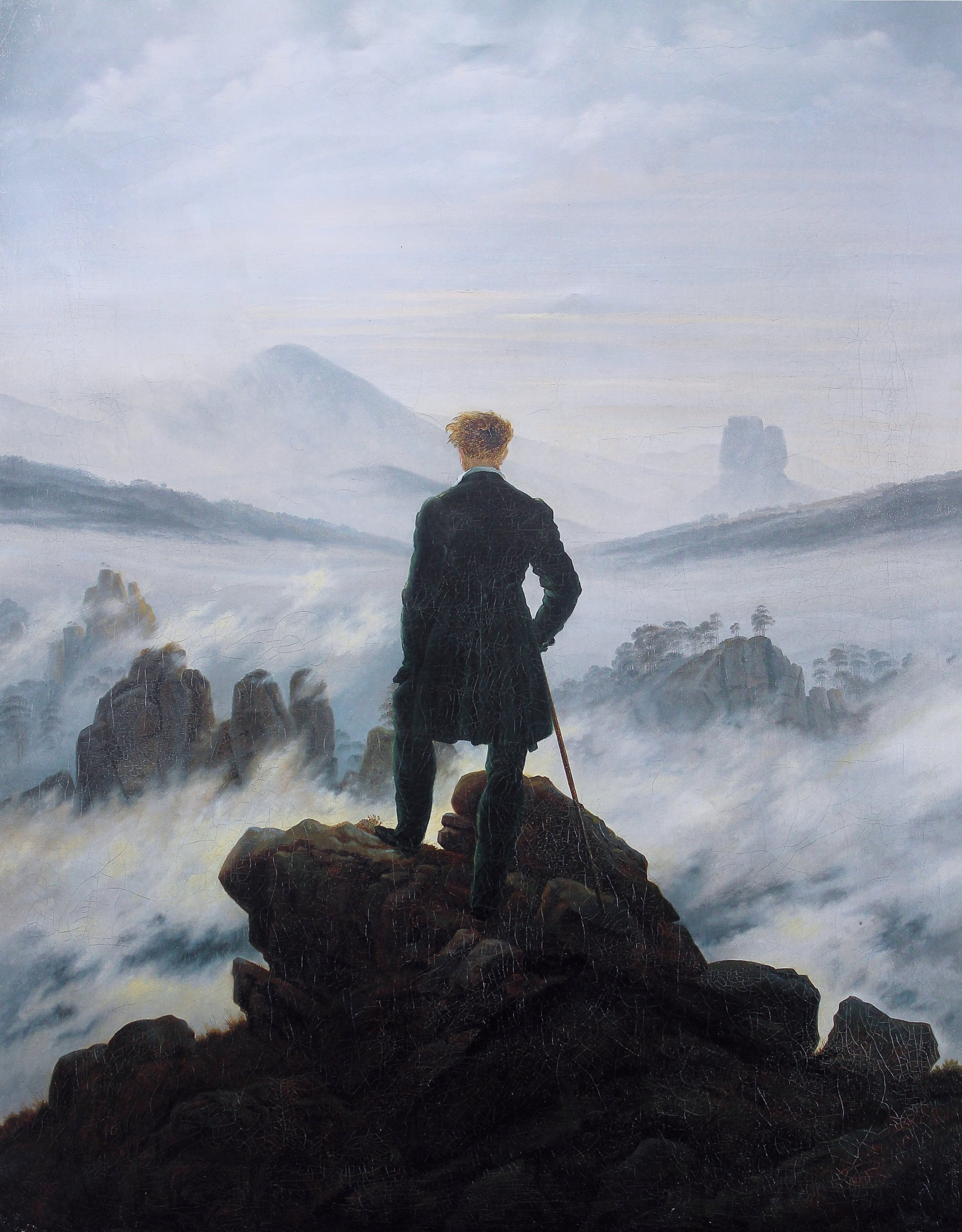
Caminante ante un mar de niebla (Der Wanderer über dem Nebelmeer); también El viajero contemplando un mar de nubes, 1818, 98,4 x 74,8 cm, óleo sobre lienzo, Hamburgo, Kunsthalle
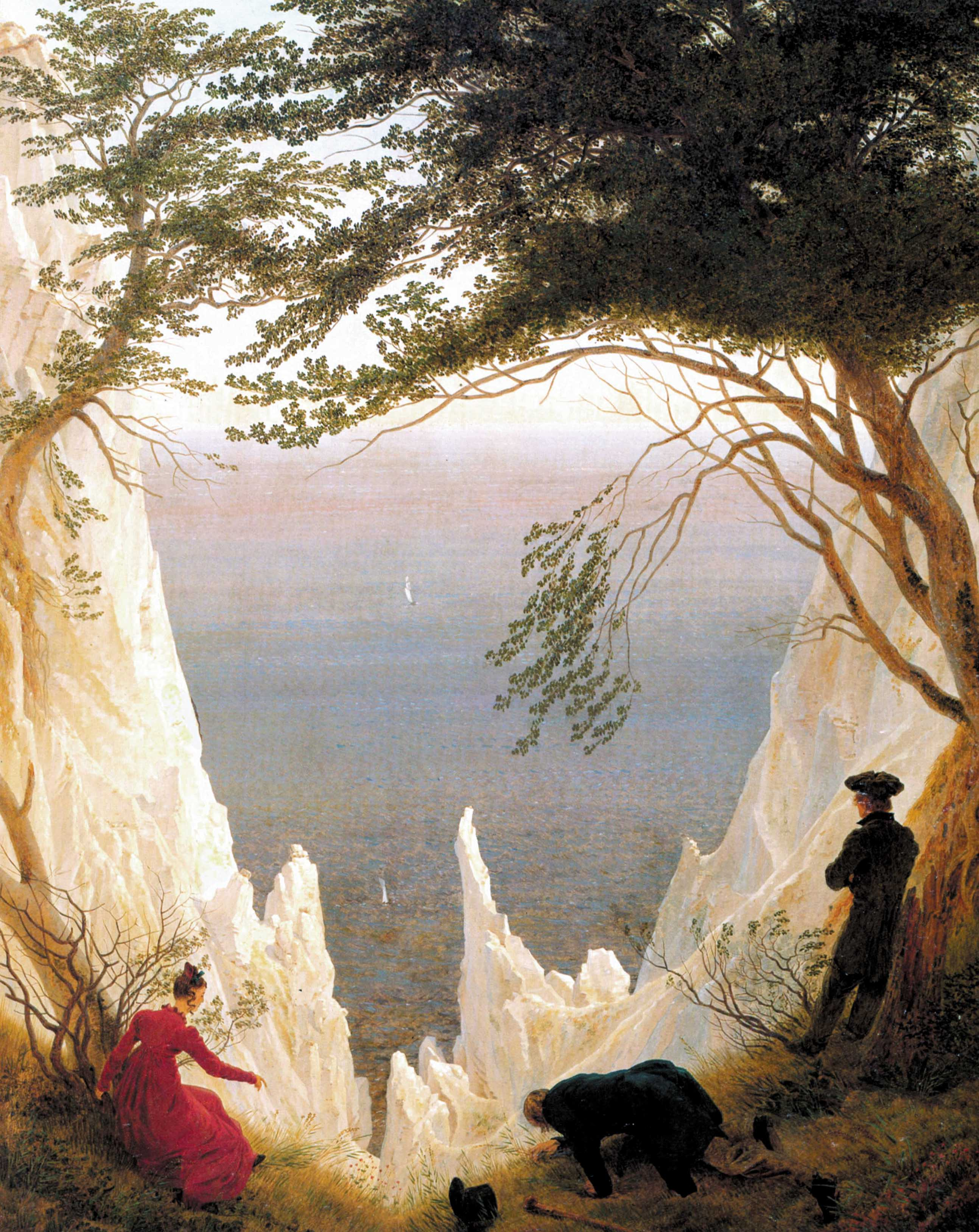
Acantilados blancos en Rügen (Kreidefelsen auf Rügen);  también Rocas calcáreas en Rügen, h. 1818, 90,5 x 71 cm, óleo sobre lienzo, Winterthur, Museo Oskar Reinhart en Stadtgarten
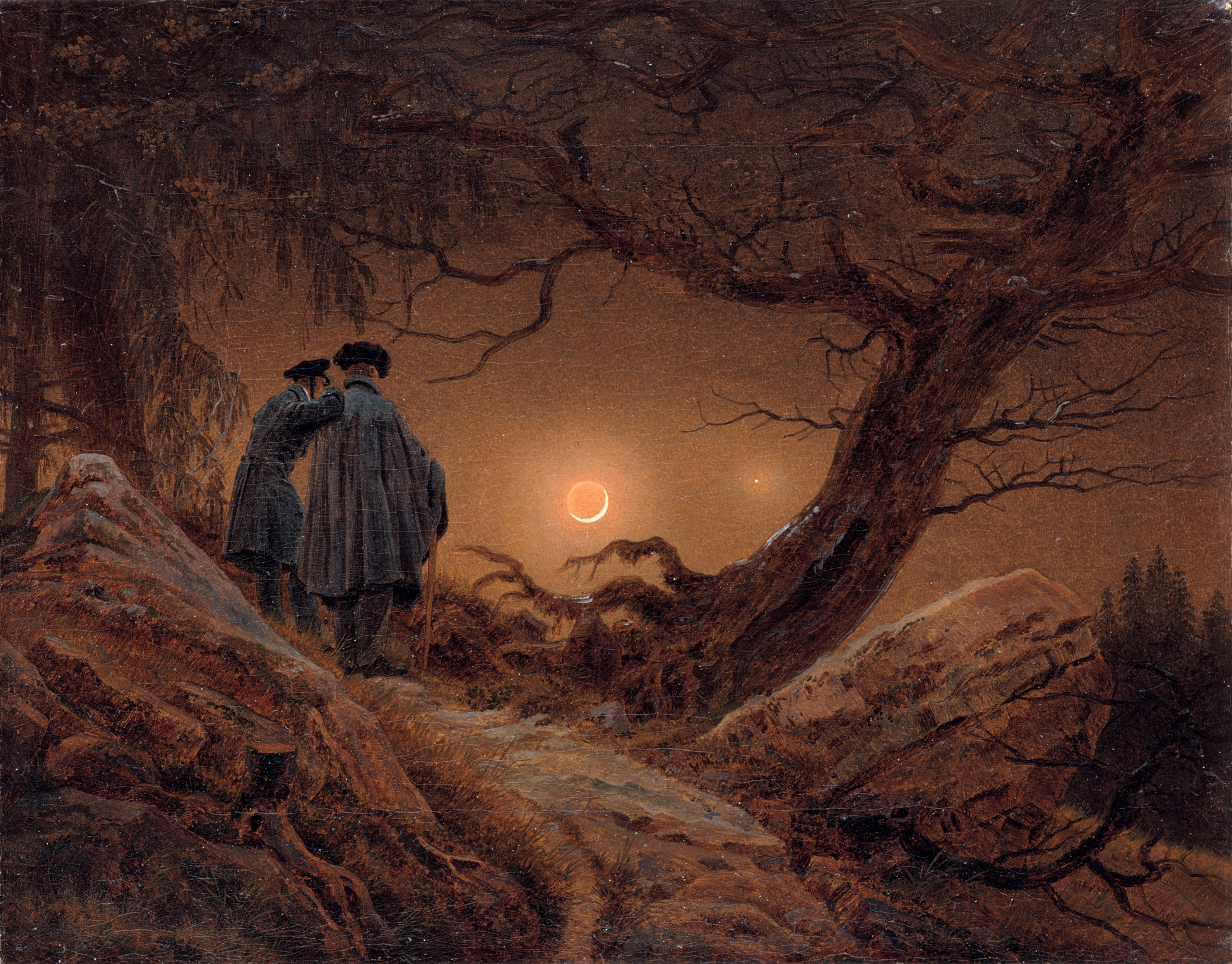
Dos hombres contemplando la luna (Zwei Männer in Betrachtung des Mondes), 1819, 35 cm × 44 cm, óleo sobre lienzo, Dresde, Gemäldegalerie
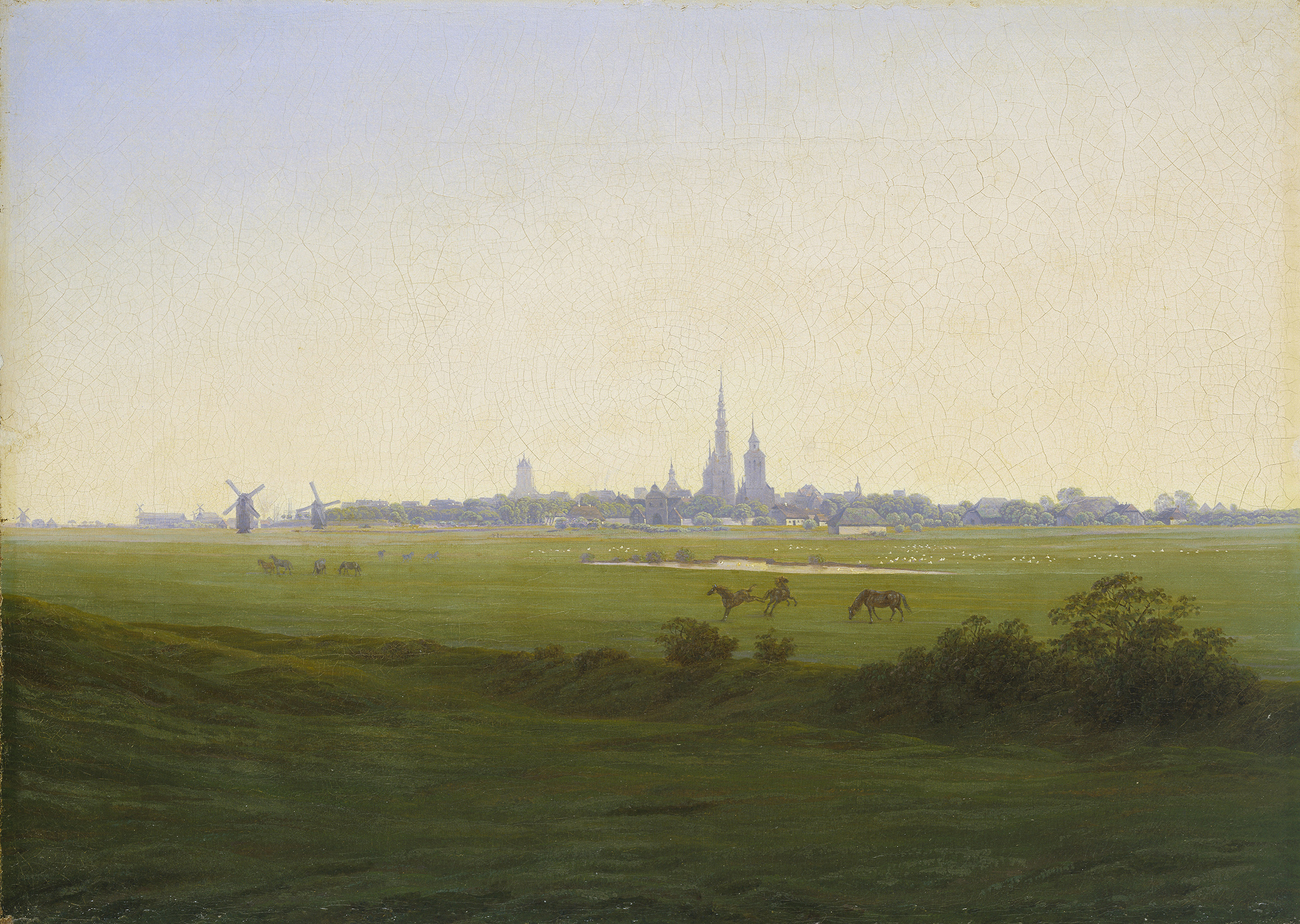
Prados en Greifswald (Wiesen bei Greifswald), h. 1820, 35 cm × 49 cm, óleo sobre lienzo, Hamburgo, Kunsthalle
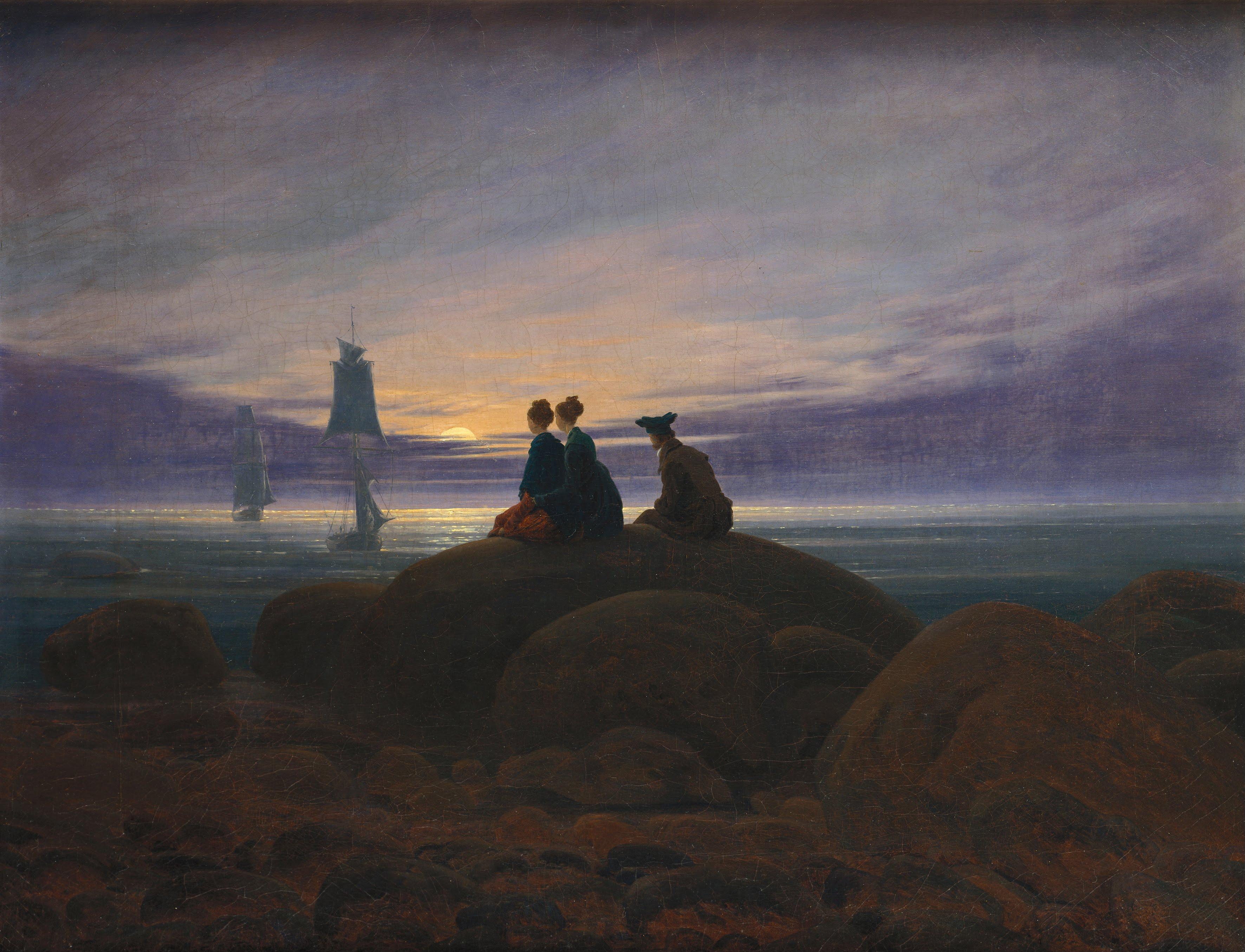
La Luna saliendo a la orilla del mar (Mondaufgang am Meer), 1822, 55 cm × 71 cm, óleo sobre lienzo, Berlín, Nationalgalerie
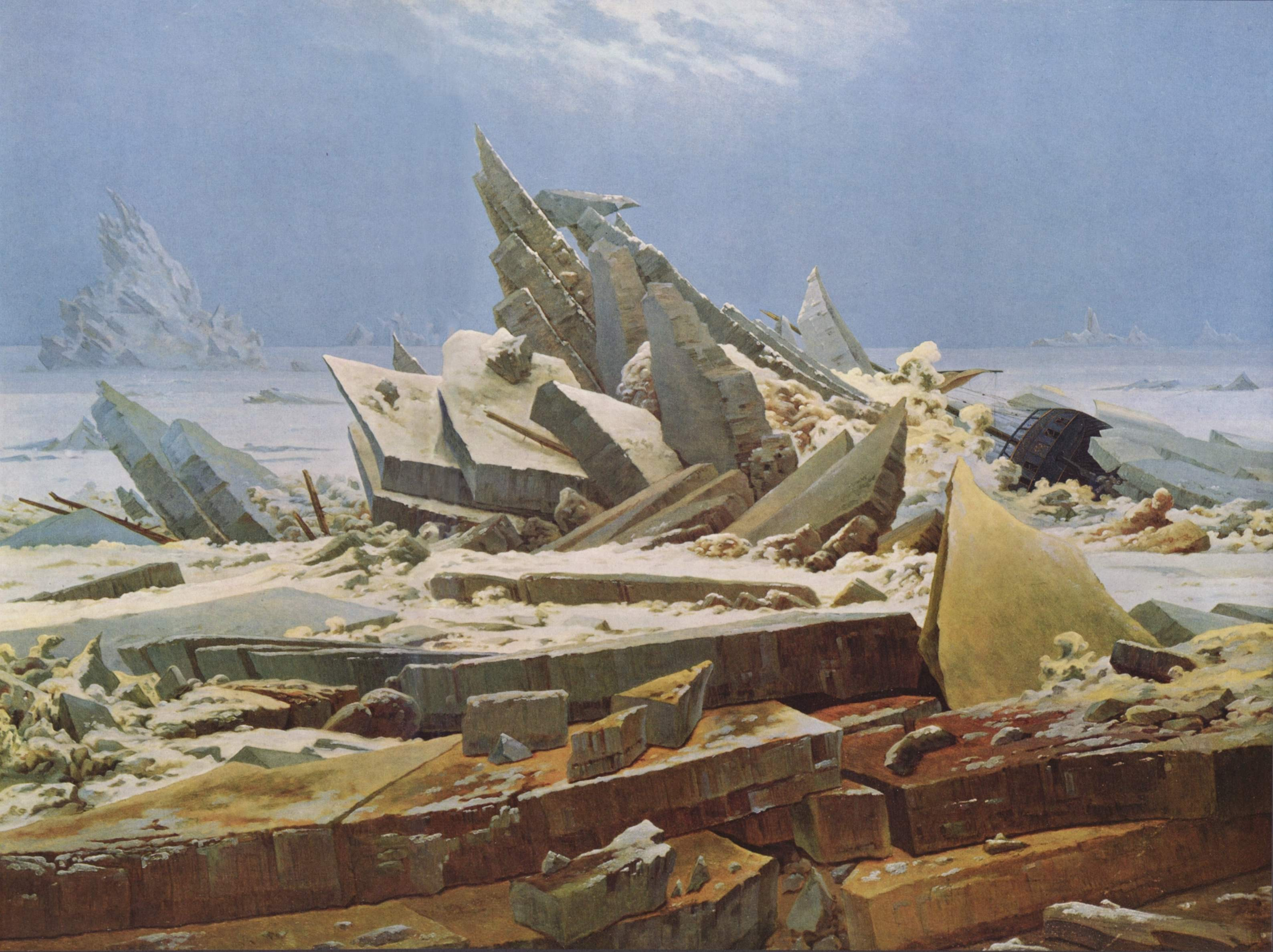
El mar de hielo (El naufragio del Esperanza) — Das Eismeer; también El mar helado, El Océano Glacial, 1823–1824, 97 cm × 127 cm, óleo sobre lienzo, Hamburgo, Kunsthalle
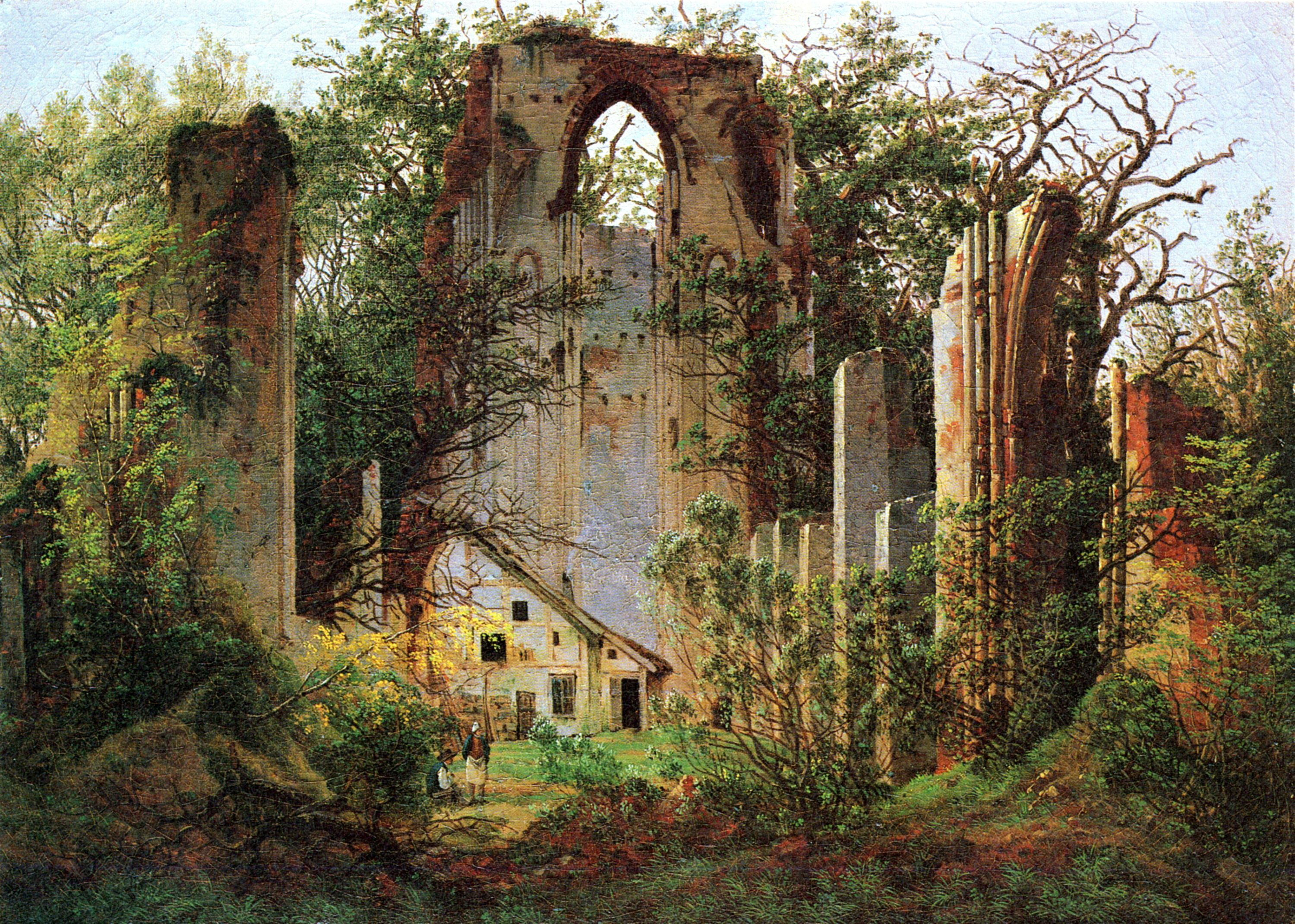
La ruina de Eldena (Klosterruine Eldena bei Greifswald), h. 1825, 35 x 49 cm, óleo sobre lienzo, Berlín, Nationalgalerie
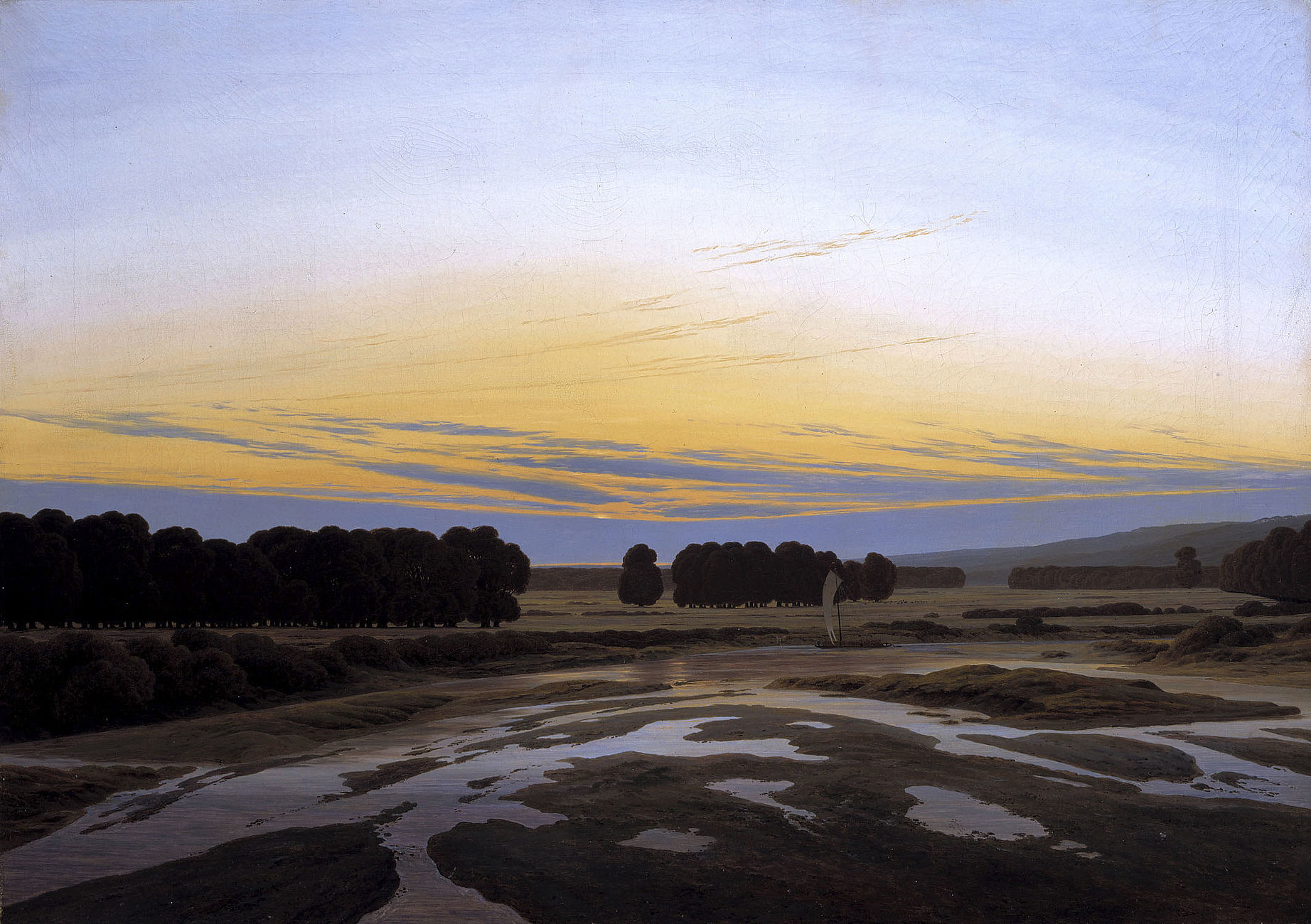
La gran reserva (Das Große Gehege); también El gran coto o El gran vedado, h. 1832, 73,5 cm × 102,5 cm, óleo sobre lienzo, Dresde, Gemäldegalerie
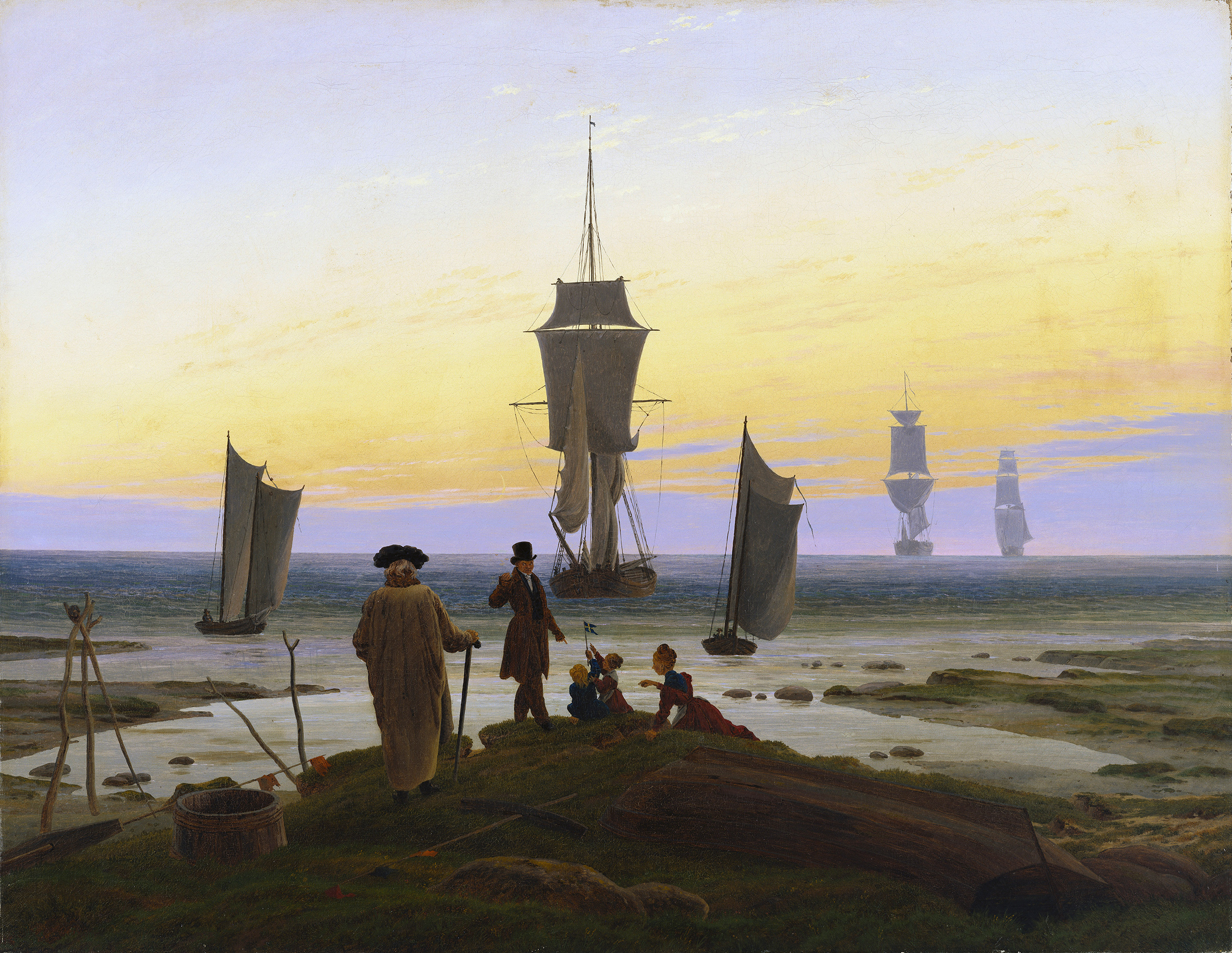
Las tres edades (Die Lebensstufen); también Las edades de la vida, h. 1834, 72,5 x 94 cm, óleo sobre lienzo, Museo de Bellas Artes de Leipzig

## En las artes y la cultura popular
En 1986, Peter Schamoni dirigió una película biográfica, Caspar David Friedrich – Grenzen der Zeit, en la que además de la figura del pintor, aparecen personajes contemporáneos, como el amigo médico de Friedrich, Carl Gustav Carus.
La artista contemporánea Christiane Pooley se inspira en la obra de Friedrich para sus paisajes que reinterpretan la historia chilena.